# موزمن، کوئینزلند
موزمن (به انگلیسی: Mossman) یک شهرک در استرالیا است که در کوئینزلند واقع شده‌است.